# Camille (filme de Fred Niblo)
Camille é um filme mudo de 1926 baseado no romance de 1852 La Dame aux Camélias de Alexandre Dumas, filho. O filme foi adaptado por Fred De Gresac, George Marion Jr., Olga Printzlau e Chandler Sprague, dirigido por Fred Niblo, e estrelado por Norma Talmadge, Gilbert Roland e Lilyan Tashman. Foi produzido pela Norma Talmadge Film Corporation e lançado por First National. A trilha do filme foi composta por William Axt.

## Elenco
- Norma Talmadge - Marguerite Gautier, Camille
- Gilbert Roland - Armand
- Lilyan Tashman - Olympe
- Rose Dione - Prudência
- Oscar Beregi, Sr. - Conde de Varville
- Harvey Clark
- Helen Jerome Eddy - empregada de Camille
- Alec B. Francis
- Albert Conti - Henri
- Michael Visaroff - pai da Camille
- Evelyn Selbie - mãe da Camille
- Etta Lee - Mataloti
- Maurice Costello - pai da Armand